# Chesalles-sur-Moudon

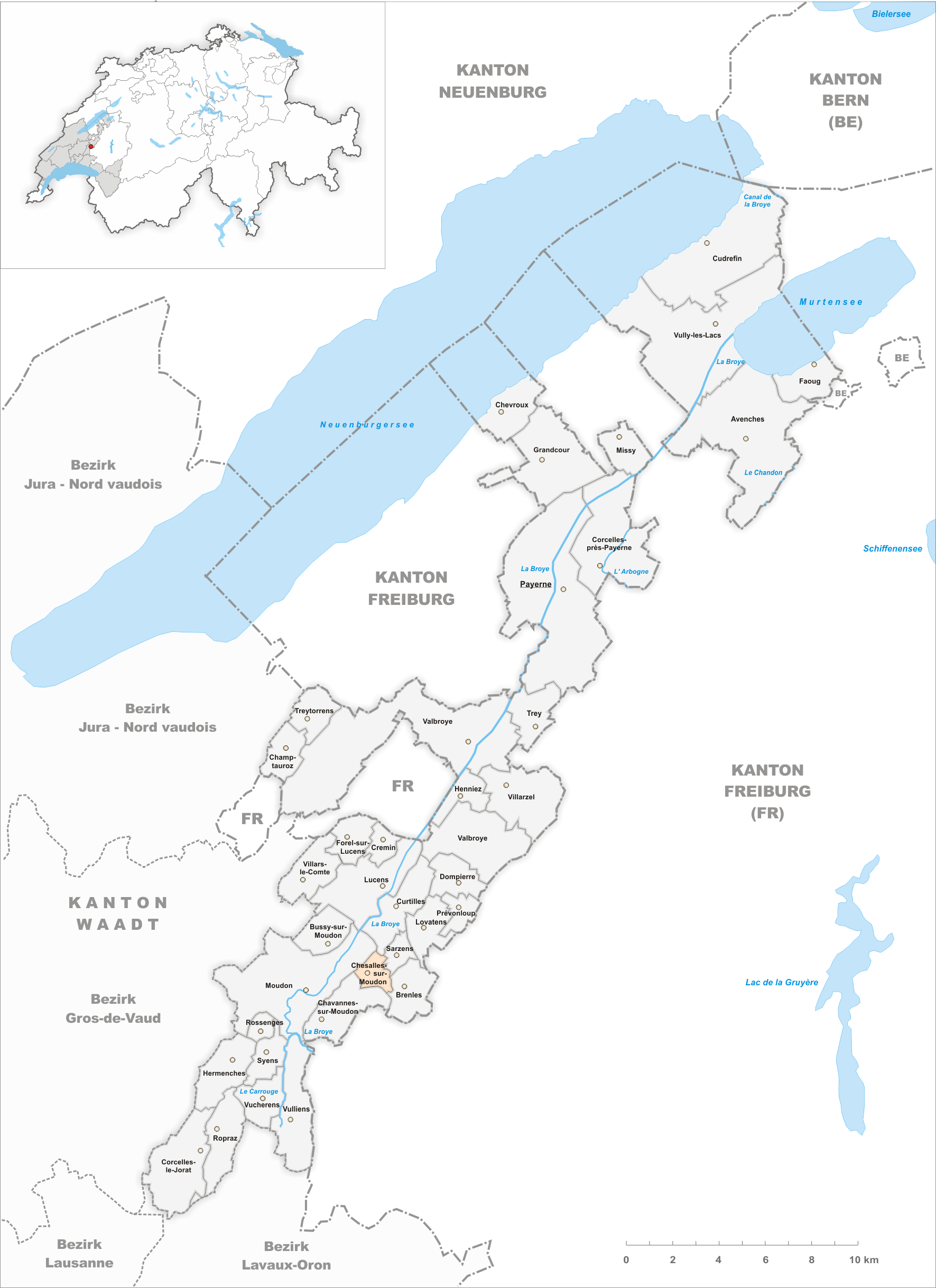
Gemeindestand vor der Fusion am 1. Januar 2017

Chesalles-sur-Moudon war bis zum 31. Dezember 2016 eine politische Gemeinde im Distrikt Broye-Vully des Kantons Waadt in der Schweiz. Am 1. Januar 2017 fusionierte Chesalles-sur-Moudon mit den ehemaligen Gemeinden Brenles, Cremin, Forel-sur-Lucens und Sarzens zur neuen Gemeinde Lucens.

## Geographie

Luftbild (1964)

Chesalles-sur-Moudon liegt auf 702 m ü. M., 18 km südwestlich des Bezirkshauptortes Payerne (Luftlinie). Das Bauerndorf erstreckt sich auf einem Geländevorsprung östlich des mittleren Broyetals, im östlichen Waadtländer Mittelland.
Die Fläche des 1,7 km² grossen Gemeindegebiets umfasst einen Abschnitt des Molassehügellandes zwischen dem Broyetal und dem Oberlauf der Glâne. Die nordwestliche Grenze bildet der Waldrand oberhalb des Steilhangs auf der rechten Seite des Broyetals; im Westen verläuft die Grenze entlang der Voraire, einem Seitenbach der Broye, der im Lauf der Zeit ein tiefes Erosionstal in den Hang gegraben hat. Nach Osten erstreckt sich der Gemeindeboden über die Terrasse von Chesalles-sur-Moudon und die angrenzenden Kuppen bis an den Nordhang des Hügels Brûle Fer, an dem mit 800 m ü. M. der höchste Punkt der Gemeinde erreicht wird. Von der Gemeindefläche entfielen 1997 8 % auf Siedlungen, 11 % auf Wald und Gehölze und 81 % auf Landwirtschaft.
Zu Chesalles-sur-Moudon gehören die Hofsiedlung Villars-l'Eperd (755 m ü. M.) östlich des Dorfes und mehrere Einzelhöfe. Nachbargemeinden von Chesalles-sur-Moudon sind Chavannes-sur-Moudon, Moudon, Curtilles, Sarzens und Brenles.

## Bevölkerung
Mit 169 Einwohnern (Stand 31. Dezember 2015) gehörte Chesalles-sur-Moudon zu den kleinen Gemeinden des Kantons Waadt. Von den Bewohnern sind 93,7 % französischsprachig, 1,9 % deutschsprachig und 1,3 % sprechen Niederländisch (Stand 2000). Die Bevölkerungszahl von Chesalles-sur-Moudon belief sich 1850 auf 133 Einwohner, 1900 auf 108 Einwohner. Danach wurde bis 1970 eine weitere Abnahme auf 86 Einwohner verzeichnet; seither hat die Bevölkerung wieder deutlich zugenommen.

## Wirtschaft
Chesalles-sur-Moudon war bis in die zweite Hälfte des 20. Jahrhunderts ein vorwiegend durch die Landwirtschaft geprägtes Dorf. Noch heute haben der Ackerbau, der Obstbau und die Viehzucht eine wichtige Bedeutung in der Erwerbsstruktur der Bevölkerung. Weitere Arbeitsplätze sind im lokalen Kleingewerbe und im Dienstleistungssektor vorhanden. In den letzten Jahrzehnten hat sich das Dorf auch zu einer Wohngemeinde entwickelt. Einige Erwerbstätige sind Wegpendler, die hauptsächlich in Moudon arbeiten.

## Verkehr
Die Gemeinde liegt abseits der grösseren Durchgangsstrassen, an einer Verbindungsstrasse von Moudon nach Brenles. Durch den Postautokurs, der von Moudon nach Lucens verkehrt, ist Chesalles-sur-Moudon an das Netz des öffentlichen Verkehrs angeschlossen.

## Geschichte
Die erste urkundliche Erwähnung des Ortes erfolgte 1273 unter dem Namen Chesales. Das altfranzösische Wort chesal bezeichnet die Ruinen eines Gebäudes. Im Mittelalter gehörte Chesalles-sur-Moudon dem Bischof von Lausanne und war der Kastlanei Lucens unterstellt. Mit der Eroberung der Waadt durch Bern im Jahr 1536 gelangte das Dorf unter die Verwaltung der Landvogtei Moudon. Nach dem Zusammenbruch des Ancien Régime gehörte Chesalles-sur-Moudon von 1798 bis 1803 während der Helvetik zum Kanton Léman, der anschliessend mit der Inkraftsetzung der Mediationsverfassung im Kanton Waadt aufging. 1798 wurde es dem Bezirk Moudon zugeteilt.

## Sehenswürdigkeiten
Die Kirche von Chesalles-sur-Moudon wurde erst im Jahr 1846 eingeweiht; das Pfarrhaus stammt von 1909. Im Ortskern sind einige charakteristische Bauernhäuser aus dem 18. und 19. Jahrhundert erhalten.